# سلمى فلوح
سلوى فلوح (1920 - 26 ديسمبر 2008) هي فنانة تشكيلية سورية، ابتدأت الرسم وهي في سن متأخرة في الثمانين من العمر.

## حياتها ونشأتها
ولدت عام 1920 في قرية بصير من أعمال حوران جنوب سوريا، هي كبرى أخوتها وأخواتها الخمسة تتلمذت على يد المعلمتين مريم حبيب وكرمة الجولان اللتين تعلمتا بدورهما لدى الآباءاليسوعيين، تزوجت سلوى في سن العشرين من هاني السالم ابن بلدتها.
توفيت سلوى يوم 26 ديسمبر 2008، تاركة إرثاً فنياً رائعاً يفوق الألفي لوحة مرسومة بألوان الغواش

## مسيرتها
في سن الثمانين، حينما كبر أولادها وأحفادها امتدت يدها إلى الريشة فرسمت لوحات هي الأقرب إلى الانطباعية، بألوان راقصة تحمل الكثير من طفولة عذبة وحقول في أحيان كثيرة تأخذ شكل مزهرية الورد أو أصيص الزهور.

### اقتباسات
من اقوالها:" لا معنى للوقت إن لم يكن التقاط اللحظة وإعادة إحيائها لتكون لكل الزمن.. ليس مهما كم سنة عمرك، المهم كيف ترى وتسمع وتبض الطبيعة والحياة فيك"، في كل لحظة بوسعك أن تكون أنت في حقائقك وفيما أنت كجزء من هذا الكون الكلي.. عندما أرسم أضع الكون فوق الورق الأبيض، أعيش لأخلقه مجددا".
اقوال قيلت عنها: كتب عنها مدير مركز معهد ثرفانتس الأسباني بدمشق بعد معرضها الأول التي اقيم في سوريا ليقول:«تترك العين محملة بأكثر ما يميز العالم، إن لم يكن القدر؟ تلك هي العصافير والأشجار والغزلان والشموس والأزهار التي شاهدتها سلوى في طفولتها»، وكان كارلوس بارونا ناربيون قد كتب ذلك يصف لوحات سلوى.